# Дванадцята поправка до Конституції США

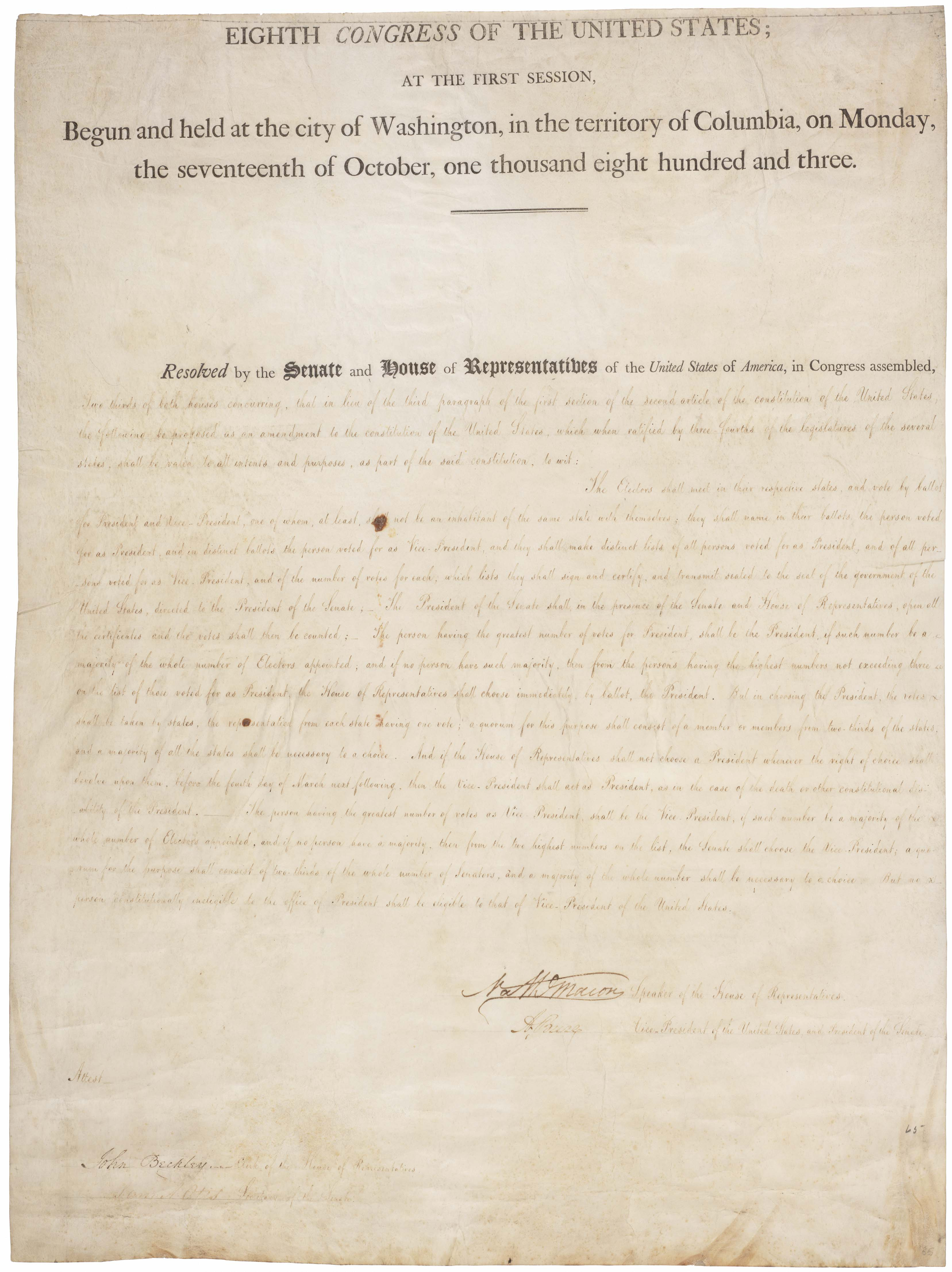
Дванадцята поправка до Конституції США

Дванадцята поправка до Конституції США (англ. Twelfth Amendment to the United States Constitution) набула чинності 15 червня 1804 року. Вона встановлює процедуру голосування вибірників під час президентських виборів.

## Текст поправки
| 1. Вибірники збираються у відповідних штатах і таємним голосуванням подають свої голоси за Президента і Віце-президента, з яких принаймні один не є мешканцем одного з ними штату. У своїх бюлетенях вибірники вказують особу, за яку вони голосують як за Президента, а в окремих бюлетенях - особу, за яку вони голосують як за Віце-президента. Вони мають виготовити окремі списки на всіх кандидатів на Президента, і на всіх кандидатів на Віце-президента, із зазначенням кількості голосів за кожного. Ці списки вони мають підписати, посвідчити і запечатаним листом надіслати до осідку уряду Сполучених Штатів голові Сенату. Голова Сенату повинен за присутності Сенату і Палати представників розпечатати всі такі повідомлення, і тоді голоси підраховують. Особа, яка дістала найбільше голосів на Президента, має бути Президентом, якщо ця кількість становить більшість з загальної кількості призначених вибірників. Якщо жодна з висунутих кандидатур не дістане такої більшості, тоді з осіб, які дістали найбільшу кількість голосів у списках кандидатур на Президента, але не більше за трьох таких осіб, Палата представників має негайно обрати Президента таємним голосуванням. За таких виборів голосують штати, і представництво кожного штату має один голос. Кворум для цієї мети становлять дві третини штатів, представлених кожен одним чи кількома членами, і для обрання потрібна більшість з-поміж усіх штатів. Якщо Палата представників, якій належить право обирати, не обере Президента до четвертого дня наступного березня, обов'язки Президента має виконувати Віце-президент, так само у випадку смерті чи інших причин, що не дають Президентові змоги виконувати свої обов'язки. 2. Особа, яка дістане найбільше голосів на Віце-президента, має бути Віце-президентом, якщо ця кількість становить більшість загальної кількості призначених вибірників. Якщо ніхто не дістане більшості, то Віце-президента обирає Сенат із двох кандидатур, які дістали найбільшу кількість голосів у списках. Кворум для цієї мети становлять два сенатори, але для обрання потрібна більшість загальної кількості сенаторів. 3. Жодна особа, яка не задовольняє вимогам Конституції стосовно Президента, не може бути обраною також на Віце-президента Сполучених Штатів. Оригінальний текст (англ.) [The Electors shall meet in their respective states, and vote by ballot for President and Vice-President, one of whom, at least, shall not be an inhabitant of the same state with themselves; they shall name in their ballots the person voted for as President, and in distinct ballots the person voted for as Vice-President, and they shall make distinct lists of all persons voted for as President, and all persons voted for as Vice-President and of the number of votes for each, which lists they shall sign and certify, and transmit sealed to the seat of the government of the United States, directed to the President of the Senate. The President of the Senate shall, in the presence of the Senate and House of Representatives, open all the certificates and the votes shall then be counted. The person having the greatest Number of votes for President, shall be the President, if such number be a majority of the whole number of Electors appointed; and if no person have such majority, then from the persons having the highest numbers not exceeding three on the list of those voted for as President, the House of Representatives shall choose immediately, by ballot, the President. But in choosing the President, the votes shall be taken by states, the representation from each state having one vote; a quorum for this purpose shall consist of a member or members from two-thirds of the states, and a majority of all the states shall be necessary to a choice. And if the House of Representatives shall not choose a President whenever the right of choice shall devolve upon them, before the fourth day of March next following, then the Vice-President shall act as President, as in the case of the death or other constitutional disability of the President. The person having the greatest number of votes as Vice-President, shall be the Vice-President, if such number be a majority of the whole number of Electors appointed, and if no person have a majority, then from the two highest numbers on the list, the Senate shall choose the Vice-President; a quorum for the purpose shall consist of two-thirds of the whole number of Senators, and a majority of the whole number shall be necessary to a choice. But no person constitutionally ineligible to the office of President shall be eligible to that of Vice-President of the United States.] Помилка: [undefined] Помилка: {{Lang}}: немає тексту (допомога): текст вже має курсивний шрифт (допомога) |

## Ратифікація
На відміну від Білля про права, дванадцята поправка була ратифікована кожним із штатів США окремо.
1. Північна Кароліна — 21 грудня 1803
2. Меріленд — 24 грудня 1803
3. Кентуккі — 27 грудня 1803
4. Огайо — 30 грудня 1803
5. Пенсільванія — 5 січня 1804
6. Вермонт — 30 січня 1804
7. Вірджинія — 3 лютого 1804
8. Нью-Йорк — 10 лютого 1804
9. Нью-Джерсі — 22 лютого 1804
10. Род-Айленд — 12 березня 1804
11. Південна Кароліна — 15 травня 1804
12. Джорджія — 19 травня 1804
13. Нью-Гемпшир — 15 червня 1804 (після того, як поправка була ратифікована в 13 штатах з 17, вона офіційно вступила в дію)
14. Теннесі — 27 липня 1804
15. Массачусетс — 1961 (3 лютого 1804 року відхилив поправку)

Два штати США відхилили дану поправку:
1. Делавер — 18 січня 1804
2. Коннектикут — 10 травня 1804